# Vladimir Țaranov
Vladimir Țaranov (31 martie 1932, Gorlovka, Ucraina — 31.10.2016) este un specialist în domeniul istoria contemporane a Republicii Moldova, care a fost ales ca membru corespondent (1981) al Academiei de Științe a Moldovei. Fost membru PCUS, tatăl matematicianului rus Serghei Țaranov.